# Unité des Communes valdôtaines Mont-Rose
L'Unité des Communes valdôtaines Mont-Rose, denominata fino al 2014 Comunità montana Mont Rose (in francese Communauté de montagne Mont Rose), è un comprensorio montano che unisce quattro comuni della bassa Valle d'Aosta, i due comuni della valle di Champorcher e quelli della bassa Valle del Lys.
Questa comunità montana non è da confondersi con quella dal nome simile in italiano (Comunità montana Monte Rosa), che opera in Piemonte, in valle Anzasca.

## Scopo
Suo scopo principale è quello di favorire lo sviluppo delle valli nella salvaguardia del patrimonio ambientale e culturale proprio.

## Attività
Negli anni ha sviluppato soprattutto le seguenti attività:
- salvaguardia degli alpeggi
- sviluppo del turismo.

## Sede
La sede si trova a Pont-Saint-Martin, nel Castello Baraing.

## Comuni
Ne fanno parte i comuni di: Bard, Champorcher, Donnas, Fontainemore, Hône, Lillianes, Perloz, Pontboset e Pont-Saint-Martin.

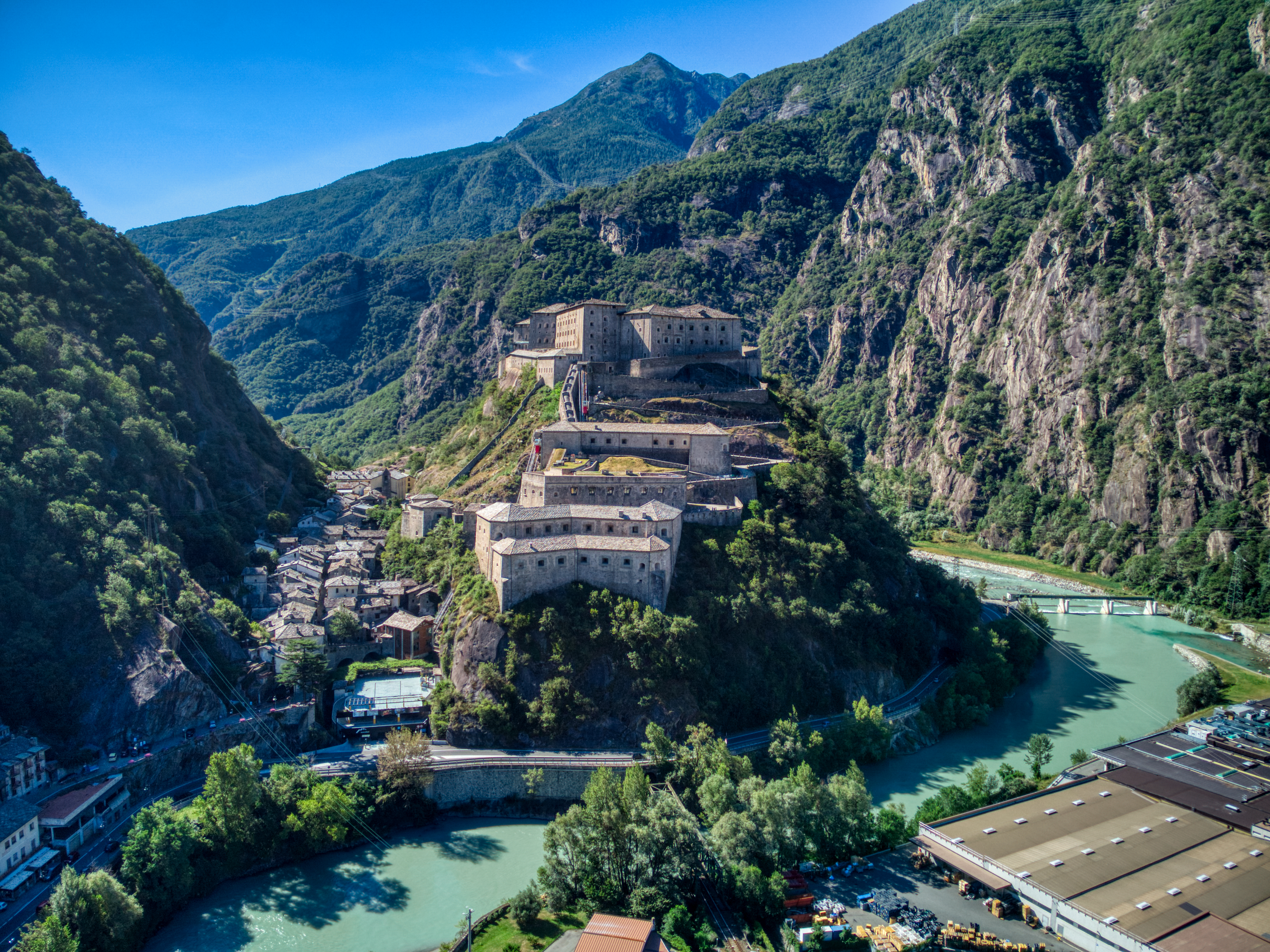
Bard
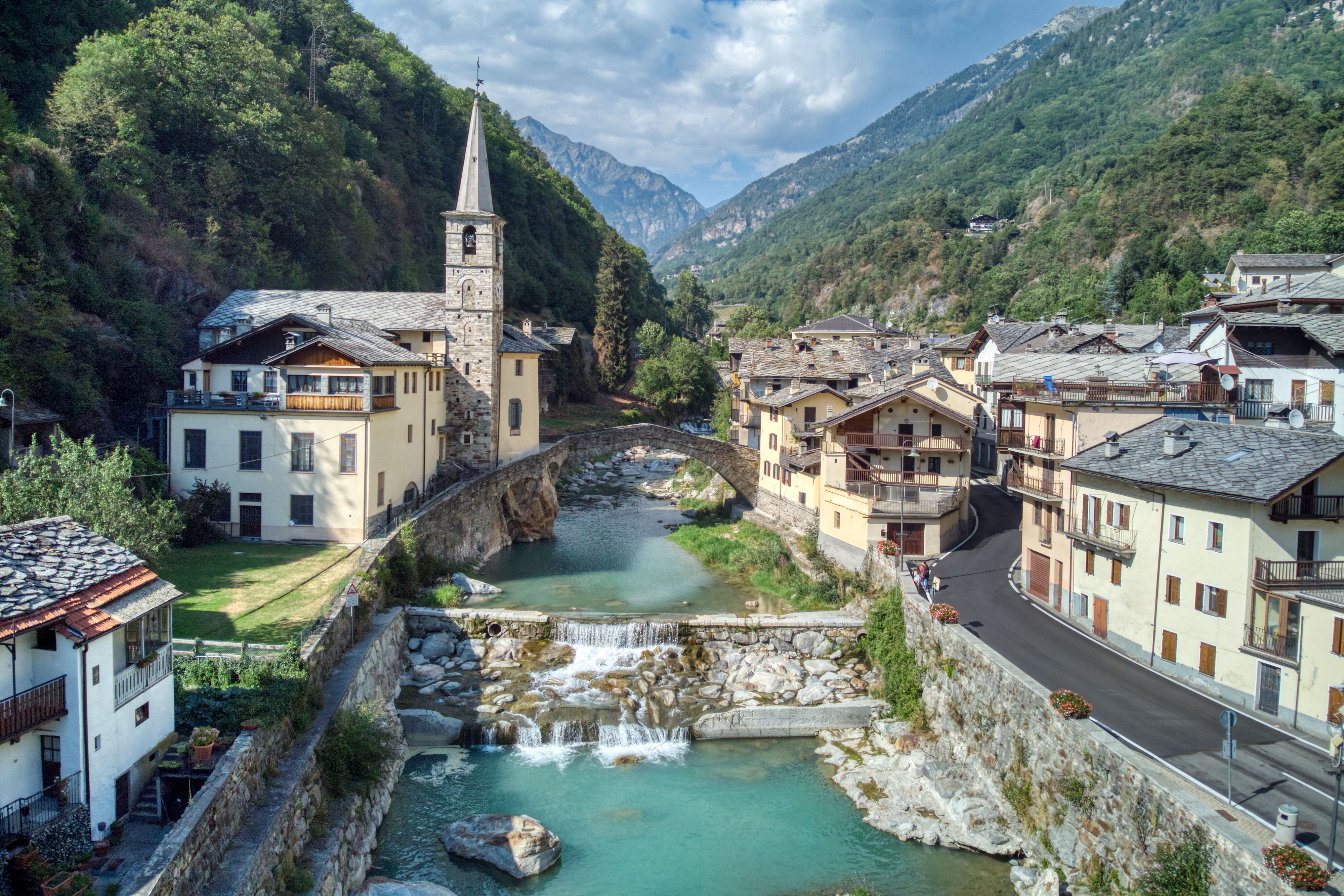
Fontainemore
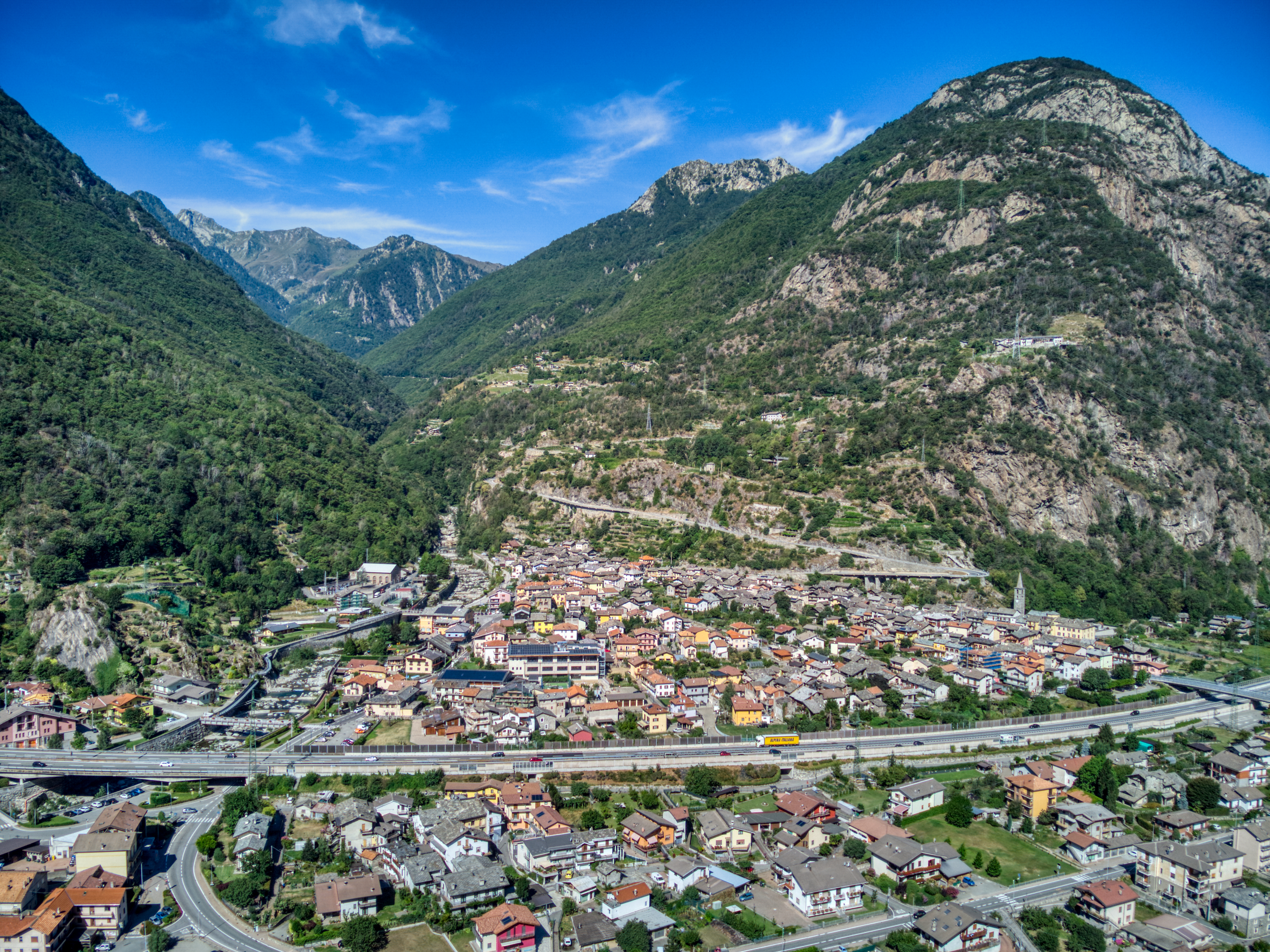
Hône
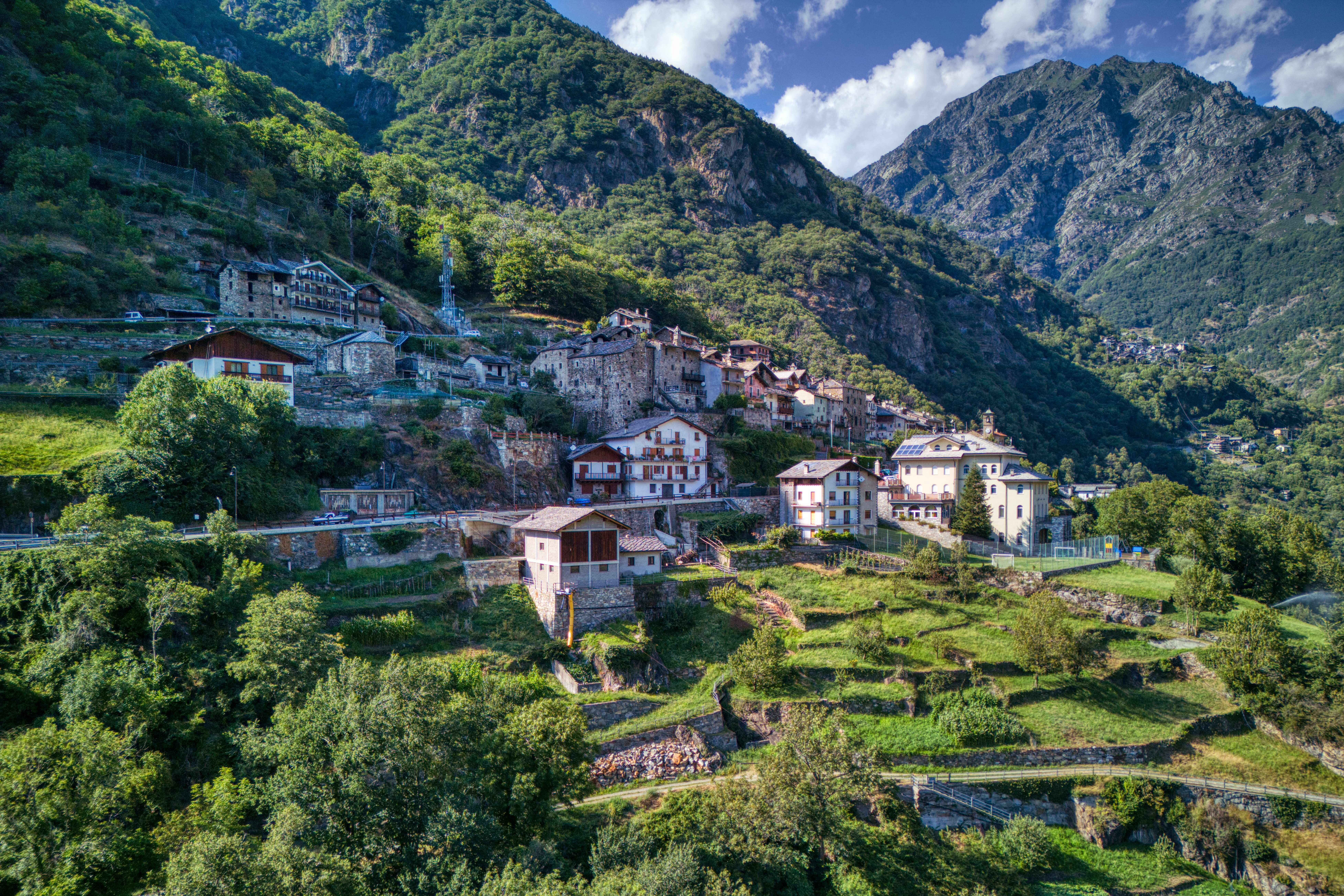
Perloz